# Коломак (Новоселівська сільська громада)
Коло́мак — село в Україні, у Новоселівській сільській громаді Полтавського району Полтавської області. Населення становить 18 осіб. До 2017 орган місцевого самоврядування — Черкасівська сільська рада.

## Географія
Село Коломак знаходиться на правому березі річки Коломак, вище за течією на відстані 0,5 км розташоване село Бурти, нижче за течією примикає село Вільхівщина. Поруч проходить залізниця, станція Зелена 1,5 км.

## Історія
12 червня 2020 року, відповідно до розпорядження Кабінету Міністрів України № 721-р «Про визначення адміністративних центрів та затвердження територій територіальних громад Полтавської області», село увійшло до складу Новоселівської сільської громади.
19 липня 2020 року, в результаті адміністративно - територіальної реформи та ліквідації Полтавського району(1925-2020), село увійшло до складу новоутвореного Полтавського району.